# Neuapostolische Kirche (Meiningen)

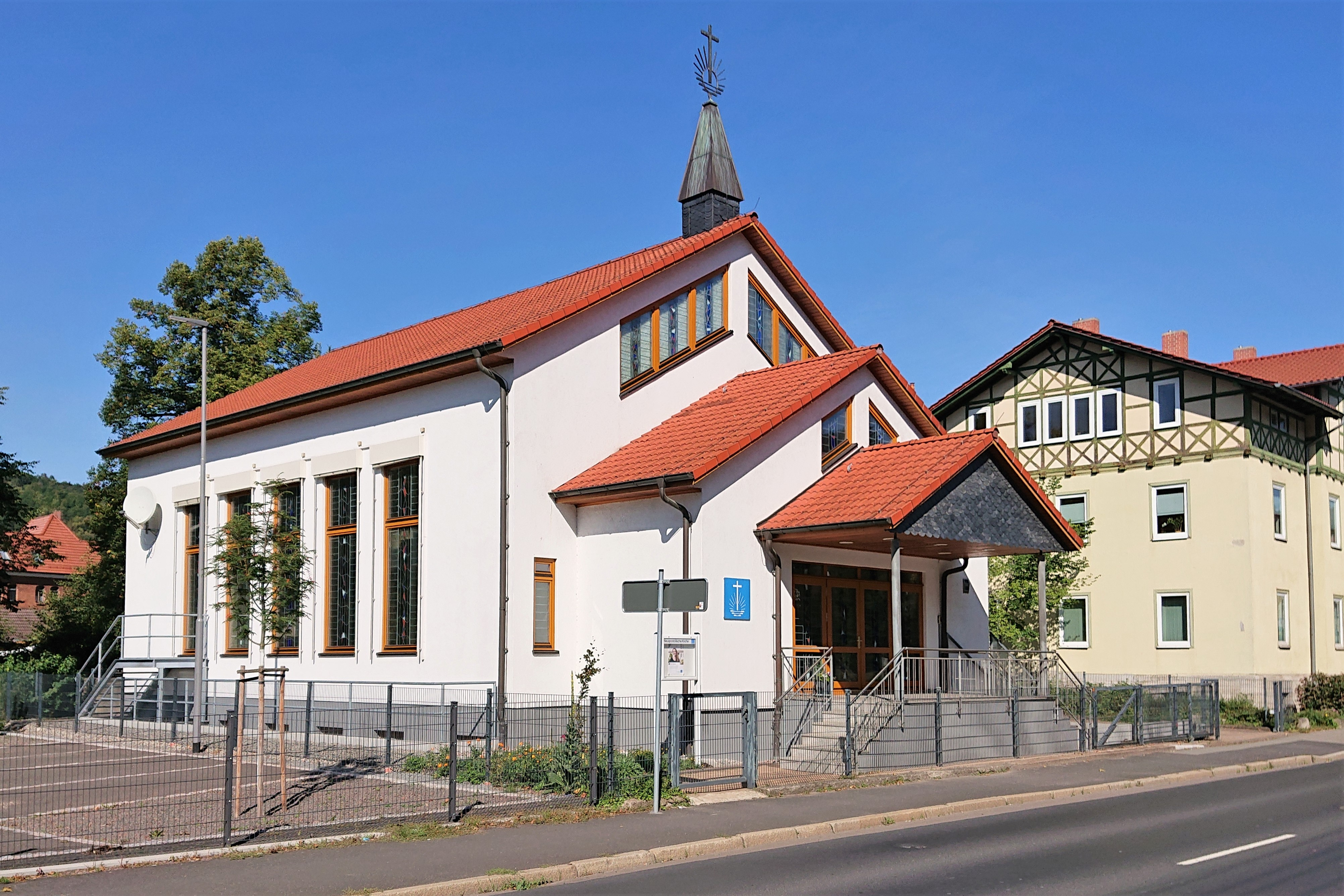
Neuapostolische Kirche in Meiningen

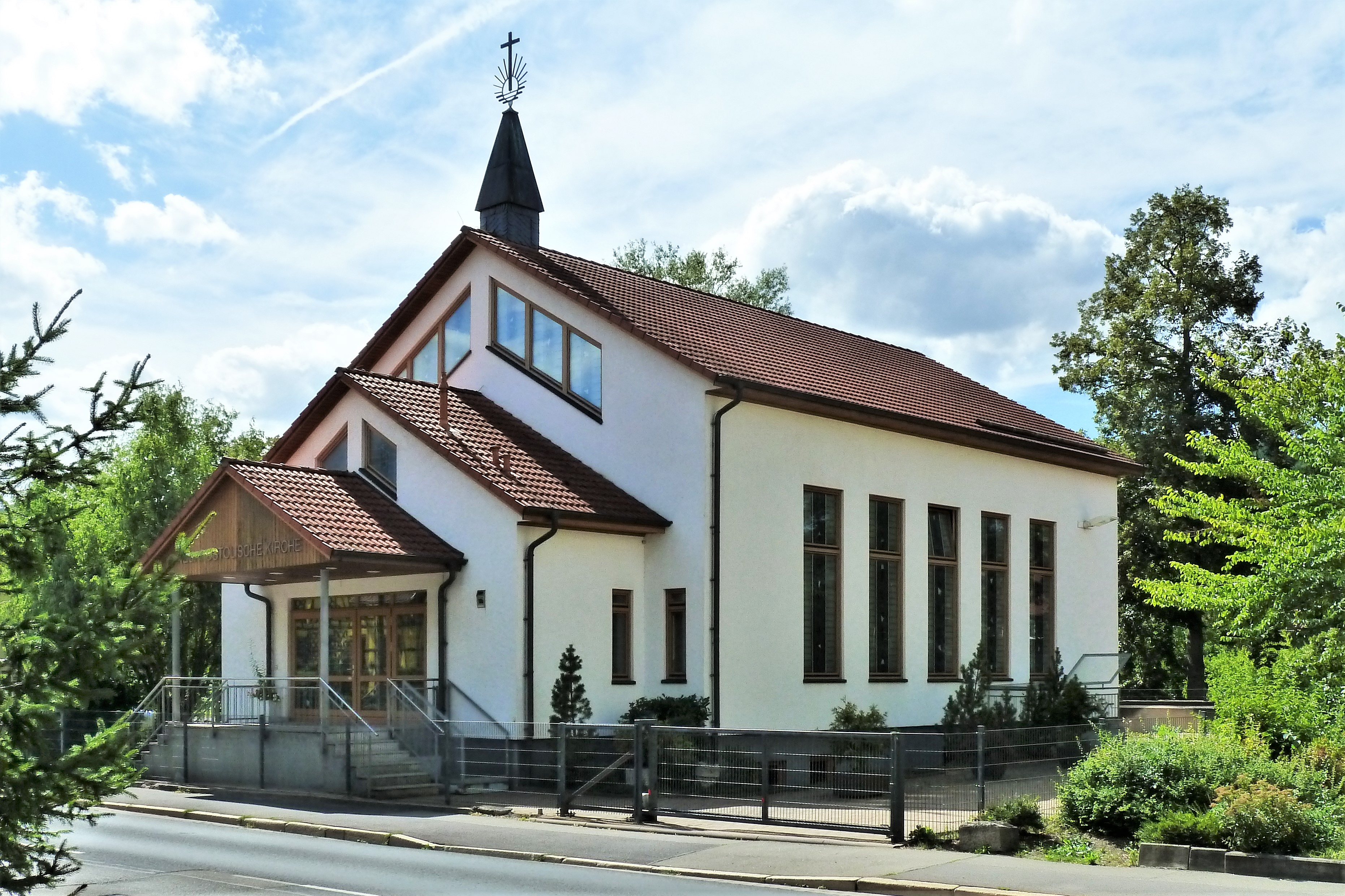
Blick von Norden

Die Neuapostolische Kirche in der Kreisstadt Meiningen ist ein im Jahr 2000 errichteter moderner Kirchenbau. Die Kirche ist das Zentrum der Gemeinde Meiningen der neuapostolischen Gebietskirche Sachsen/Thüringen, die zum Verwaltungsgebiet der Neuapostolischen Kirche Nord- und Ostdeutschland gehört. Gemeindevorsteher ist Wolfgang Franz.

## Bauwerk
Die Neuapostolische Kirche wurde am 20. Februar 2000 nach nur fünfmonatiger Bauzeit mit einem Gottesdienst eingeweiht. Das Gebäude befindet sich im Osten des Stadtzentrums an der vielbefahrenen Neu-Ulmer-Straße. Zuvor war die Gemeinde nur einen Straßenzug entfernt in einer Stadtvilla in der Schönen Aussicht untergebracht. Die Villa genügte nicht mehr den Anforderungen der Gemeinde, so dass ein durch Spenden finanzierter moderner Kirchenbau in Fertigteilbauweise erbaut wurde. Die Fertigteile wurden vom Hersteller speziell für diese Kirche konzipiert und hergestellt. Die Kirche besitzt an der Nord- und Südseite farbig glasierte Kirchenfenster, bietet 160 Sitzplätze, eine Orgel, ein Mutter-Kind-Bereich und eine rollstuhlgerechte Zufahrt.

## Gemeinde
Die Neuapostolische Gemeinde in Meiningen gründete sich bereits im Jahr 1903. Nach der politischen Wende in der DDR nahm die Mitgliederzahl stark zu. 2007 zählte sie 304 Mitglieder. Sie war bis 2015 die größte Gemeinde im Kirchenbezirk Meiningen, der 13 Gemeinden in ganz Südthüringen mit insgesamt 1620 Mitgliedern (2008) umfasste. Im Januar 2016 fusionierten die Kirchenbezirke Gotha und Meiningen zum Kirchenbezirk Gotha mit 20 Gemeinden und 3633 Mitgliedern. Bezirksvorsteher und Bezirksältester ist Ralf Schneider von der Gemeinde Schleusingen. Der zuständige Apostel ist Rolf Wosnitzka aus Erfurt, der zuständige Bischof ist Ralph Wittich aus Schleiz.